# Zac Efron
Zachary David Alexander (Zac) Efron (San Luis Obispo, 18 oktober 1987) is een Amerikaans acteur en zanger.

## Biografie
Efron verhuisde toen hij nog jong was met zijn ouders naar Arroyo Grande. Zijn vader is elektricien, zijn moeder secretaresse bij hetzelfde bedrijf waar zijn vader werkt. Zijn familie is van Joodse afkomst, maar Efron beschrijft zichzelf als agnost. In 1992 werd zijn broer geboren. Efron behaalde in 2006 zijn middelbareschooldiploma. Hij kreeg een beurs aangeboden door de University of Southern California, maar die wees hij af, omdat hij zich wilde richten op zijn carrière, alhoewel hij graag wilde studeren. Zijn vader stimuleerde hem ertoe te gaan acteren, omdat Efron door zijn korte lengte weinig met sport had. Zijn ouders kwamen erachter dat Efron ook aardig kon zingen en hij nam daarom vanaf zijn elfde zangles. Zijn lerares drama zag dat hij talent had en verwees hem door naar een agent in New York. Efron kreeg hierdoor kleine rolletjes in tv-series. Zijn eerste echte rol was als Cameron Bale in de serie Summerland.

### Carrière
Efrons carrière begon in 2002, toen hij gastoptredens had in televisieseries, waaronder Firefly, ER en The Guardian. In 2004 speelde Efron de rol van Cameron Bale in Summerland. Hij had in eerste instantie een bijrol, maar Efron kreeg, als hij de set verliet, zoveel aandacht van gillende tienermeisjes, dat de schrijvers zijn rol groter lieten worden. De serie werd in 2005 stopgezet in verband met slechte kijkcijfers. Na Summerland had Efron een aantal gastrollen in de televisieseries CSI: Miami en NCIS.
In 2004 speelde Efron in de televisiefilm Miracle Run de rol van een van de broers, Steven Morgan, van een autistische tweeling. Voor deze rol was Efron genomineerd voor een Young Artist Award voor Best Performance in a TV Movie, Mini-series or Special — Supporting Young Actor.
In 2005 speelde Efron in de muziekvideo 'Sick Inside' van Hope Partlow. In 2005 speelde hij ook in de film Derby Stallion als Patrick McCardle.
In 2006 brak Efron definitief door met de film High School Musical. Hij werd voor deze film gecast als Troy Bolton, een basketballer uit het schoolteam van East High School. In augustus 2006 won hij een Teen Choice Award voor The Break-out Star en samen met Vanessa Hudgens de TV-choice Chemistry.
Efron kwam in de Billboard Hot 100 te staan met de liedjes Get'cha head in the game en Breaking Free uit High School Musical. De week erna stonden vijf liedjes van de film met Efron in de Amerikaanse top 100, namelijk Get'cha Head in the Game, Start of Something New, What I've Been Looking For: Reprise, We're All in This Together en Breaking free. Efron zong echter niet alles zelf in High School Musical: zijn stem werd gemixt met die van Andrew Seeley. Als reden hiervoor werd aangevoerd dat de liedjes al waren geschreven voordat de audities werden gehouden. Omdat Efrons stem niet volledig geschikt bleek voor de liedjes, kon hij ze gedeeltelijk niet zingen. In de vervolgfilms High School Musical 2 en High School Musical 3 zingt Efron wel alle liedjes zelf.
Efron deed mee aan het Amerikaanse televisieprogramma Disney Channel Games 2006.
In 2007 kwam Efrons nieuwe film uit, Hairspray. In deze film (gebaseerd op de gelijknamige musical) speelt hij Link Larkin.
Efron werd uitgeroepen tot 'The American Heartthrob' door het tijdschrift Rolling Stone, waar hij op de omslag staat.
In 2008 neemt Efron de film 'Me and Orson Welles' op in Engeland. Deze film is getoond op filmfestivals als het Toronto Film Festival en het Filmfestival van Cannes. Deze film komt uit in oktober 2009 in Amerika en Engeland.
In oktober 2008 kwam de film High School Musical 3 Senior Year uit. Deze film haalde een bedrag van 42,2 miljoen euro in het openingsweekend.
In 2009 kwam de film 17 Again uit, waarin Efron Mike O'Donnell speelt. Hij deelde deze rol met Matthew Perry. Perry speelt een man met een midlifecrisis die wenst weer 17 te zijn, de rol die Efron dan speelt.
in 2023 kreeg Efron een ster op de Hollywood Walk of Fame.

## Discografie

### Singles
| Single met eventuele hitnotering(en) in de Nederlandse Top 40 | Datum van verschijnen | Datum van binnenkomst | Hoogste positie | Aantal weken | Opmerkingen                               |
| ------------------------------------------------------------- | --------------------- | --------------------- | --------------- | ------------ | ----------------------------------------- |
| Rewrite the stars                                             | 2017                  | -                     |                 |              | met Zendaya / Nr. 71 in de Single Top 100 |